# Sabine Völker
Sabine Völker (n. 11 mai 1973, Erfurt, RDG) este o sportivă ce a reprezentat Germania, medaliată olimpică. A participat la 3 ediții ale Jocurilor Olimpice (1998, 2002, 2006) în care a câștigat o medalie de aur, două medalii de argint și o medalie de bronz.